# 陈汉乡
陈汉乡，是中华人民共和国安徽省安庆市宿松县下辖的一个乡镇级行政单位。

## 行政区划
陈汉乡下辖以下地区：
广福村、河口村、玉屏村、白鹤村、库南村、钓鱼台村、朱湾村、大明村、别河村、罗汉宕村、独山村、邓山村和九登山村。